# Никитино (Кимрский район)
Никитино — деревня в Кимрском муниципальном округе Тверской области России.
В 2005 — 2022 годах входила в состав Устиновского сельского поселения Кимрского района.

## География
Находится в юго-восточной части Тверской области на расстоянии приблизительно 19 км на север-северо-запад по прямой от районного центра города Кимры в левобережной части района.

## История
Известна была с 1780-х годов как пустошь. Как деревня отмечается с 1851 года. В 1859 году здесь (деревня Корчевского уезда Тверской губернии) было учтено 15 дворов, в 1887 — 11.

## Население
Численность населения: 143 человека (1859 год), 71 (1887), 7 (русские 100 %) 2002 году, 1 в 2010.